# Stephen Cook
Stephen Arthur Cook (* 14. prosince 1939 Buffalo, New York, USA) je americký informatik. Je znám především díky svému článku The Complexity of Theorem Proving Procedures z roku 1971, ve kterém formalizoval pojem NP-úplnosti a dokázal, že existuje NP-úplný problém (Cookova–Levinova věta). Tento článek otevřel jeden z největších nevyřešených problémů současné informatiky, a to zda P = NP. Tato otázka byla zařazena mezi sedm tzv. Problémů tisíciletí vyhlášených v roce 2000 Clayovým matematickým institutem. Za vyřešení každého z těchto problémů je vypsána odměna milion dolarů Problém se dotýká celé řady vědních oborů — teoretické informatiky, matematiky, logiky, kryptografie, ale i filosofie. V roce 1982 obdržel Cook Turingovu cenu. V září 2008 navštívil pražskou Podzimní školu logiky.

## Život
V roce 1962 absolvoval Harvardovu univerzitu, v roce 1966 zde obdržel titul Ph.D.